# International Physicians for the Prevention of Nuclear War
L’International Physicians for the Prevention of Nuclear War (IPPNW) è una federazione di organizzazioni nazionali nata nel 1980 per sensibilizzare i fisici e spingerli a far pesare la loro influenza contro la minaccia rappresentata dalle armi nucleari.

## Storia

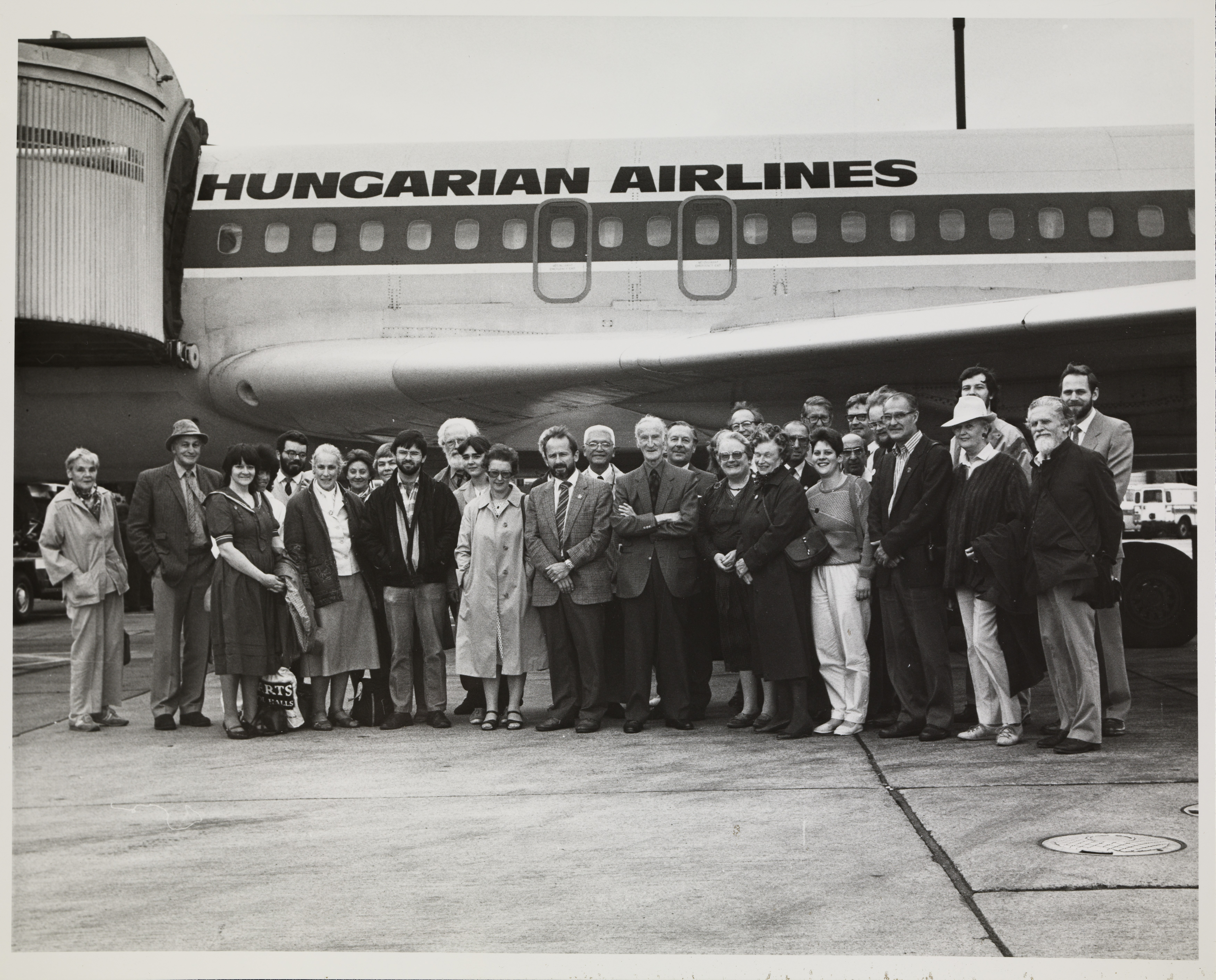
Gruppo del quarto congresso dell'IPPNW

L'organizzazione è stata creata da un piccolo gruppo di medici statunitensi e sovietici, convinti che tra i loro doveri professionali ci fosse quello di impegnarsi per la prevenzione della guerra nucleare, e che il loro impegno comune per la sopravvivenza pesasse di più delle ideologie che li dividevano. Tra i fondatori vi sono il cardiologo statunitense Bernard Lown e il cardiologo russo Yevgeniy Chazov.
Nel corso degli anni ottanta e novanta l'organizzazione ha diffuso informazioni ampiamente documentate sugli effetti della produzione, della sperimentazione e dell'uso delle armi nucleari sulla salute e sull'ambiente, attraverso una serie di saggi autorevoli, e di articoli pubblicati sia da riviste mediche che dalla stampa generalizzata. Quella annunciata dai medici era un'emergenza sanitaria: la guerra nucleare sarebbe stata l'epidemia conclusiva, per la quale non sarebbero state disponibili cure né possibilità realistiche di assistenza.
Nel 1985 il Comitato Nobel Norvegese decise di assegnare il Premio Nobel per la Pace all'IPPNW per aver "fornito preziosi servigi all'umanità divulgando informazioni autorevoli e diffondendo la consapevolezza sulle catastrofiche conseguenze di un conflitto nucleare".
Nel 1991 l'IPPNW, sulla base del proprio impegno per i problemi della salute nel senso più  ampio del termine, ha allargato il proprio mandato per includervi la prevenzione di qualsiasi forma di conflitto armato e la promozione di metodi alternativi di risoluzione dei conflitti.
Oggi l'IPPNW è una federazione universale super partes di organizzazioni mediche nazionali che coinvolgono più di 100.000 tra medici, operatori sanitari e cittadini interessati in oltre 60 paesi, riuniti dall'obiettivo di prevenire qualsiasi forma di scontro armato, di promuovere la risoluzione non violenta dei conflitti, e di minimizzare l'effetto delle guerre e dei preparativi bellici sulla salute, l'ambiente e lo sviluppo.